# Village-Neuf
Village-Neuf település Franciaországban, Haut-Rhin megyében. Lakosainak száma 4617 fő (2022. január 1.). Village-Neuf Rosenau, Huningue és Saint-Louis községekkel határos.

## Népesség
A település népessége az elmúlt években az alábbi módon változott:
| Lakosok száma | 3936 | 4111 | 4324 | 4284 | 4356 | 4421 | 4486 | 4513 | 4617 |
|               | 2013 | 2015 | 2016 | 2017 | 2018 | 2019 | 2020 | 2021 | 2022 |